# Albert Moses
Pour les articles homonymes, voir Moses.
Albert Moses, né le 19 décembre 1937 à Gampola (Sri Lanka ; alors Ceylan britannique) et mort le 15 septembre 2017 à Londres (Angleterre), est un acteur britannique.

## Biographie
Après des débuts en Inde, Albert Moses s'installe en Angleterre. Entre 1973 et 2018, il obtient des rôles dans dix-sept films (majoritairement britanniques).
Parmi ses tournages notables, mentionnons L'Homme qui voulut être roi de John Huston (1975, avec Sean Connery et Michael Caine), Octopussy de John Glen (1983, avec Maud Adams dans le rôle-titre et Roger Moore personnifiant James Bond) et Fish and Chips de Damien O'Donnell (son avant-dernier film, 1999, avec Om Puri et Linda Bassett).
À la télévision britannique, il apparaît dans cinquante-cinq séries entre 1970 et 2007, dont Bizarre, bizarre (un épisode, 1981), The Bill (quatre épisodes, 1984-2007) et Holby City (deux épisodes, 2003-2004).
S'ajoutent quatre téléfilms, le premier (américain) étant Queenie, la force d'un destin de Larry Peerce (1987, avec Kirk Douglas et Mia Sara) ; le quatrième est diffusé en 2003.
Enfin, il joue également au théâtre, notamment à Londres dans une adaptation de Phèdre de Jean Racine (avec Diana Rigg et Michael Gough), représentée en 1975.

## Filmographie partielle

### Cinéma
- 1975 : L'Homme qui voulut être roi (The Man Who Would Be King) de John Huston : Ghulam
- 1977 : L'Espion qui m'aimait (The Spy Who Loved Me) de Lewis Gilbert : le barman du Mojaba Club
- 1980 : La Malédiction de la vallée des rois (The Awakening) de Mike Newell : petit rôle non spécifié
- 1981 : Le Loup-garou de Londres (An American Werewolf in London) de John Landis : un brancardier
- 1982 : The Wall (Pink Floyd – The Wall) d'Alan Parker : le concierge
- 1983 : Octopussy de John Glen : Sadruddin
- 1984 : Scandalous de Rob Cohen : Vishnu
- 1984 : La Petite Fille au tambour (The Little Drummer Girl) de George Roy Hill : le marchand de fruits
- 1986 : Le Sorcier de ces dames (Foreign Body) de Ronald Neame : le deuxième ambulancier
- 1999 : Fish and Chips (East Is East) de Damien O'Donnell : Abdul Karim

### Télévision
(séries, sauf mention contraire)
- 1973 : Doctor Who, première série
  - Saison 10, épisode 2 Carnival of Monsters (3e partie) de Barry Letts : le marin indien
- 1980 : Angels
  - Saison 6, épisodes 21 et 23 (sans titres) : Dr Mishna
- 1981 : Bizarre, bizarre (Tales of the Unexpected)
  - Saison 4, épisode 1 La Statue (Would You Believe It?) : l'agent de sécurité arabe
- 1977-1986 : Mind Your Language (en)
  - Saisons 1 à 4, 42 épisodes (intégrale) : Ranjeet Singh (+ producteur exécutif de 13 épisodes)
- 1984-2007 : The Bill
  - Saison 1, épisode 3 Clutching and Straws (1984) : Ranji
  - Saison 6, épisode 62 Come Fly with Me (1990) : Imam
  - Saison 9, épisode 66 A Willing Victim (1993) : M. Khan
  - Saison 23, épisode 79 Deadly Intent (2007) : M. Chadhar
- 1986 : Sherlock Holmes
  - Saison 2, épisode 5 The man with the twisted lip (1986) : Lascar[1]
- 1987 : Queenie, la force d'un destin (Queenie) de Larry Peerce (téléfilm) : l'inspecteur Gopal
- 1989 : The Benny Hill Show
  - Saison 19, épisode 1 The Crook Report (Apy Dhurani) et épisode 2 Holding Out for a Hero (un natif)
- 1994 : La Brigade du courage (London's Burning)
  - Saison 7, épisode 4 Révélations : un commerçant
- 1996 : Casualty
  - Saison 11, épisode 12 Mother's Little Hopper : M. Desai
- 2003-2004 : Holby City
  - Saison 5, épisode 46 House of Cards (2003) et épisode 50 Love Nor Money (2003) : Kasim Hussein
  - Saison 7, épisode 10 Elf and Happiness (2004) : Kasim Hussein

## Théâtre (sélection)
- 1974 : The Freeway de Peter Nichols (Londres)
- 1975 : Phèdre (Phaeadra Britannica) de Jean Racine, adaptation de Tony Harrison (Londres)
- 1977 : A Long March to Jerusalem de Don Taylor (Watford)